# Terassitalo
La Maison en terrasses (finnois : Terassitalo) est un bâtiment situé à  Eura en Finlande.

## Architecture
Le bâtiment de style Fonctionnaliste est conçu par Alvar Aalto
Construit en béton et en brique il a quatre étages dont chacun abrite un logement.
L'édifice est bâti sur une colline de telle façon que le toit plat de chaque appartement sert de terrasse au logement du niveau supérieur.
Ainsi l'ensemble forme une habitation en terrasse.
La Terassitalo fait partie des agrandissements de l'usine papetière d'A. Ahlström OY de Kauttua réalisés dans les années 1930 et 1940.
En juin 2012, A. Ahlström Oy a annoncé la restauration de 3 appartements pour en faire des lieux d'hébergement.
L'un des logements sera transformé en café-restaurant.